# Lou Andreas-Salomé (film)
Pour plus de détails, voir Fiche technique et Distribution.
Lou Andreas-Salomé (Lou Andreas-Salomé, The Audacity to be Free) est un film allemand réalisé par Cordula Kablitz-Post, sorti en 2016.

## Synopsis
La vie de Lou Andreas-Salomé.

## Fiche technique
- Titre : Lou Andreas-Salomé
- Titre original : Lou Andreas-Salomé, The Audacity to be Free
- Réalisation : Cordula Kablitz-Post
- Scénario : Cordula Kablitz-Post et Susanne Hertel
- Musique : Judit Varga
- Photographie : Matthias Schellenberg
- Montage : Beatrice Babin
- Production : Cordula Kablitz-Post, Gabriele Kranzelbinder et Helge Sasse
- Société de production : Avanti Media Fiction, Tempest Film et KGP Kranzelbinder Gabriele Production
- Société de distribution : Bodega Films (France) et Cinema Libre Studio (États-Unis)
- Pays :  Allemagne,  Autriche,  Italie et  Suisse
- Genre : Biopic, drame, historique et romance
- Durée : 113 minutes
- Dates de sortie : 
  -  Allemagne : 30 juin 2016
  -  France : 31 mai 2017

## Distribution
- Nicole Heesters : Lou Andreas-Salomé à 72 ans
- Katharina Lorenz : Lou Andreas-Salomé entre 21 et 50 ans
- Liv Lisa Fries : Lou Andreas-Salomé à 16 ans
- Helena Pieske : Lou Andreas-Salomé à 6 ans
- Matthias Lier : Ernst Pfeiffer
- Katharina Schüttler : Mariechen
- Philipp Hauß : Paul Rée
- Alexander Scheer : Friedrich Nietzsche
- Julius Feldmeier : Rainer Maria Rilke
- Merab Ninidze : Friedrich Carl Andreas
- Peter Simonischek : Gustav von Salomé
- Petra Morzé : Kuise von Salomé, la mère de Lou
- Daniel Sträßer : Dr. Friedrich Pineles
- Marcel Hensema : Hendrik Gillot
- Harald Schrott : Sigmund Freud
- Magdalena Kronschläger : Frieda von Bülow
- Ruth Reinecke : Malwida von Meysenbug
- Carl Achleitner : Verleger
- Katrin Hansmeier : Elisabeth Nietzsche
- Aaron Karl : Richard Beer-Hofmann
- Birte Carolin Sebastian : Greta de Meysenbug
- Mariel Jana Supka : Marie Apel
- Wladimir Tarasjanz : la pasteur russe
- Manfred-Anton Algrang : le photographe
- Leon Ullrich : l'homme politique

## Accueil
Le film a reçu un accueil mitigé de la critique. Il obtient un score moyen de 60 % sur Metacritic.